# 菲德尔·卡斯特罗政府

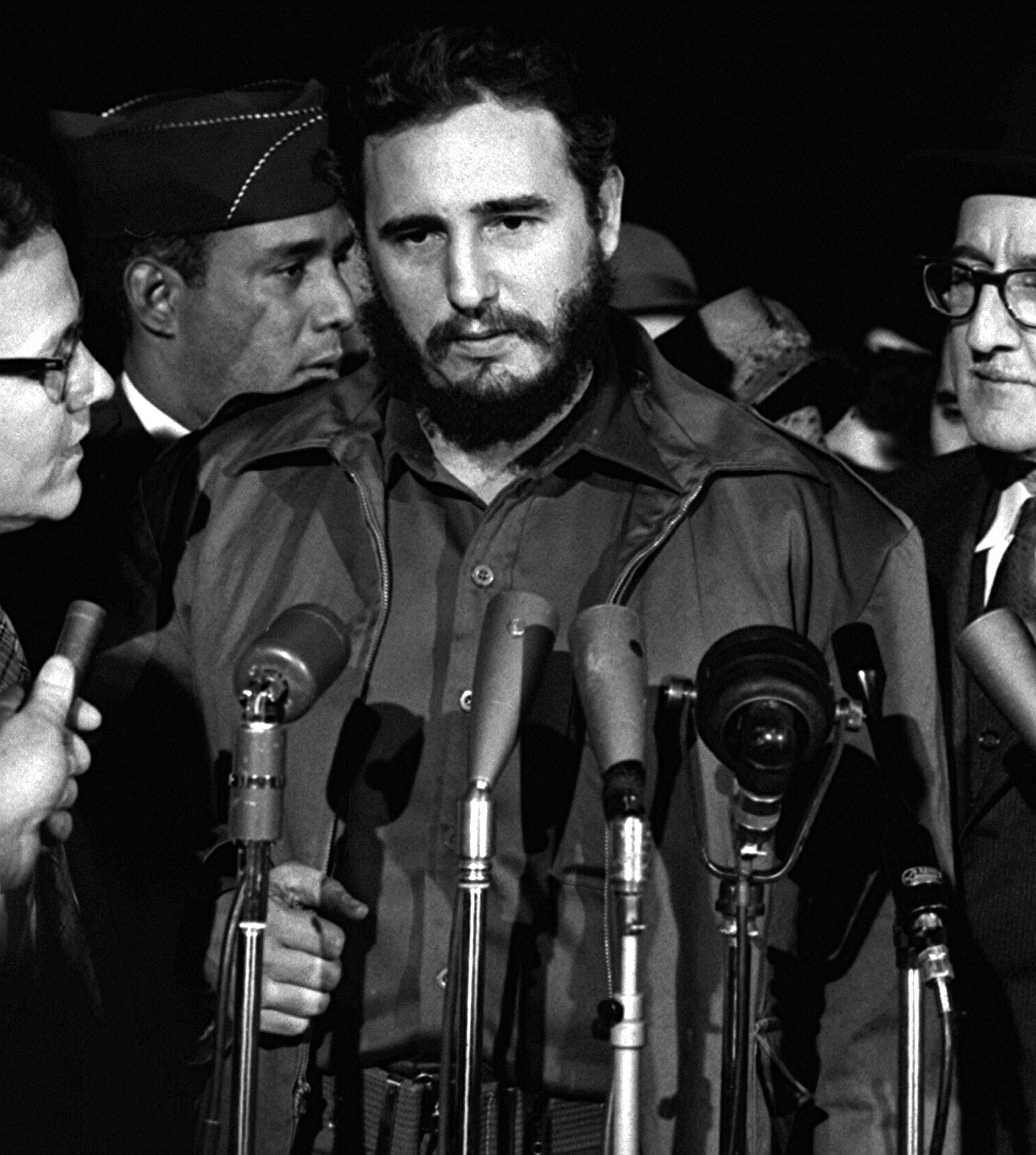
1959年4月，菲德尔·卡斯特罗抵达华盛顿哥伦比亚特区，在MATS航站楼发表讲话。

菲德尔·卡斯特罗政府（西班牙語：Gobierno de Fidel Castro；1959年—2008年）执政期间，古巴经历了重大的经济、政治和社会变革。在古巴革命中，卡斯特罗与一群革命者推翻了富尔亨西奥·巴蒂斯塔的独裁统治，迫使巴蒂斯塔于1959年1月1日下台。卡斯特罗是古巴社会的重要人物，他于1959年—1976年担任古巴总理；此外，他在1961年—2011年担任古巴共产党（包括其前身统一革命组织和古巴社会主义革命统一党）中央委员会第一书记，这是社会主义古巴最高的职位。1976年，他又出任国务委员会主席和部长会议主席，并一直任职至2008年，后由其弟劳尔·卡斯特罗接任。菲德尔·卡斯特罗继续担任古共中央第一书记，直到2011年。
1962年—1992年，卡斯特罗政府奉行无神论。在其统治下，由于其对共产主义的坚定信仰、对国际其他领导人的公开批评以及其推动的经济和社会变革，古巴在国际舞台上引发广泛关注。卡斯特罗治下的古巴成为冷战格局中美国及其盟国与苏联及其盟国对抗的重要一方。卡斯特罗试图主动向资本主义发起攻势，推广共产主义革命，最终导致古巴革命武装力量在非洲参战。他的目标是“制造许多越南”，推论美国军队若在全球多地陷入困境，就难以有效应对任何一场起义。据估计，有大约7000—11000名古巴人在非洲战场上阵亡。
2016年11月25日，卡斯特罗在哈瓦那因自然原因去世。他的思想至今仍是古巴政府运作的核心基础。